# Museo Würth
Il  Museo Würth  è un museo privato, aperto nel 1991 dall'uomo d'affari Reinhold Würth a Künzelsau  nel Baden-Württemberg.

## Il museo
Il Museo Würth ospita annualmente tre o quattro mostre temporanee con opere provenienti dalla Collezione Würth. È ospitato in un edificio in stile postmoderno costruito dal 1989 al 1991 dagli architetti Siegfried Müller e Maja Djordjevic-Müller
È integrato nel palazzo dell'amministrazione della società Adolf Würth GmbH & Co., come è stato voluto dal fondatore Reinhold Würth e permette una combinazione di lavoro e di arte.
È quindi la prima combinazione al mondo di un museo d'arte che coabita con gli uffici di una fabbrica.
Le vetrine del museo ospitano soprattutto opere d'arte moderna del XX e XXI secolo provenienti dalla Collezione Würth, circa 12.000 opere dei più noti artisti moderni come  Pablo Picasso, Edvard Munch, Max Ernst, Max Beckmann, Ernst Ludwig Kirchner, Emil Nolde, Rufino Tamayo, Anselm Kiefer, Gerhard Richter, Alex Katz e Anthony Caro e scultori come Eduardo Chillida, Anish Kapoor, Tony Cragg, Henry Moore, Alfred Hrdlicka, Robert Jacobsen, Bernar Venet, e ancora Hans Arp, Horst Antes, Georg Baselitz, Max Bill, Christo e Jeanne-Claude, Anselm Kiefer, Bernhard Luginbühl.
Nel 2003 il museo ha acquistato la collezione privata del principe Fürstenberg, comprendente tavole di Lucas Cranach e della sua bottega, dipinti di Hans Holbein il Vecchio, e del Maestro di Messkirch. 
In essa sono conservate anche cinque arcate superstiti della chiesa del monastero di Rupertsberg, fondato da sant'Ildegarda di Bingen.
La collezione dei dipinti antichi è esposta nella restaurata chiesa gotica di Johanniterkirche in Schwäbisch Hall. 
Dal 2012, vi è esposta anche la famosissima Madonna del borgomastro Meyer o Madonna Darmstadt di Hans Holbein il Giovane, acquistata inaspettatamente da Reinhold Würth nel 2011 dalla Casa d'Assia-Darmstadt. Precedentemente essa era stata a lungo in prestito allo Stedel Museum di Francoforte.
Capolavoro assoluto del pittore di Basilea, costituisce per gli esperti il più importante dipinto antico in mani private conservato in Germania (dalla quale non può uscire perché vincolata). 
L'opera è stata comprata nel 2011 a trattativa privata, per una cifra, si dice, di 50 milioni di euro (il Museo di Francoforte ne aveva raccolti 40 per il suo acquisto).
Per celebrare il 50º anniversario della società Würth, nel 1995, è stata allestita una mostra sul tema: La vita tra il potere e la gloria.
L'ingresso è gratuito, sia per i dipendenti della fabbrica, che per i visitatori.

## Film
- Il Museo Würth Archiviato il 27 marzo 2005 in Internet Archive., documentario, 2005, 30 min, produzione di: SWR, prima trasmissione: 19 marzo 2005